# Ciceu-Poieni
Ciceu-Poieni – wieś w Rumunii, w okręgu Bistrița-Năsăud, w gminie Căianu Mic. W 2011 roku liczyła 429 mieszkańców.